# Lissonota catamelas
Lissonota catamelas là một loài tò vò trong họ Ichneumonidae.